# Battaglia di Nika
La battaglia di Nika fu una battaglia combattuta nel 510 a.C. fra le poleis di Sibari e Crotone, chiamata così perché una recente tradizione letteraria vuole che essa sia iniziata nei pressi del torrente Fiumenicà, il quale, al momento dei fatti era intermedio tra l'area di influenza di Sibari e quella di Crotone. 
Le fonti storiche più antiche tuttavia non danno alcuna indicazione del luogo della battaglia, ad eccezione di Giamblico, e gli storici ritengono che la battaglia con la vittoria vera e propria avvenne 20 km più a Nord sulle rive del fiume Trionto al confine degli attuali Comuni di Rossano e di Crosia.

## Avvenimenti
Sibari alla fine del VI secolo a.C fu scossa da varie vicende politiche, quando fu capeggiata da Telys; molti aristocratici furono costretti a fuggire. Alla richiesta di Telys di consegnare gli esuli sibariti, i Crotoniati rifiutarono; i Sibariti, dunque, iniziarono la guerra con Crotone.
Nel 510 a.C. iniziò la battaglia tra le due città magnogreche - che si concluse presso il fiume Trionto (nei pressi di Mirto Crosia).
Secondo la leggendaria tradizione, si erano fronteggiati ben 100 000 crotoniati, guidati dall'atleta olimpico Milone, contro i sibariti che li superavano per tre volte.
La vittoria arrise a Crotone nonostante l'inferiorità numerica poiché i sibariti usarono, per la battaglia, cavalli ammaestrati a eseguire passi di danza negli spettacoli al suono dei flauti. I crotoniati iniziarono a suonare i flauti, eseguendo la stessa melodia con la quale i cavalli erano stati ammaestrati per danzare, col risultato che le avanguardie delle truppe sibarite furono disarcionate immediatamente.
Dopo la disfatta e la conquista di Sibari, vi furono settanta giorni di saccheggi, dopo i quali venne deviato, sembra su idea di Pitagora, il corso del fiume Crati, i cui flutti sommersero Sibari.

## Conseguenze
Dopo la distruzione di Sibari governi pitagorici si insediarono nelle polis della Sibaritide, venendo a costituirsi una sorta di confederazione fra città-stato con capitale Crotone, come risulta da numerose monete coniate fra il 480 e il 460 a.C.